# Kötzschau
Kötzschau ist ein Ortsteil der Stadt Leuna im Saalekreis in Sachsen-Anhalt (Deutschland).

## Geografie

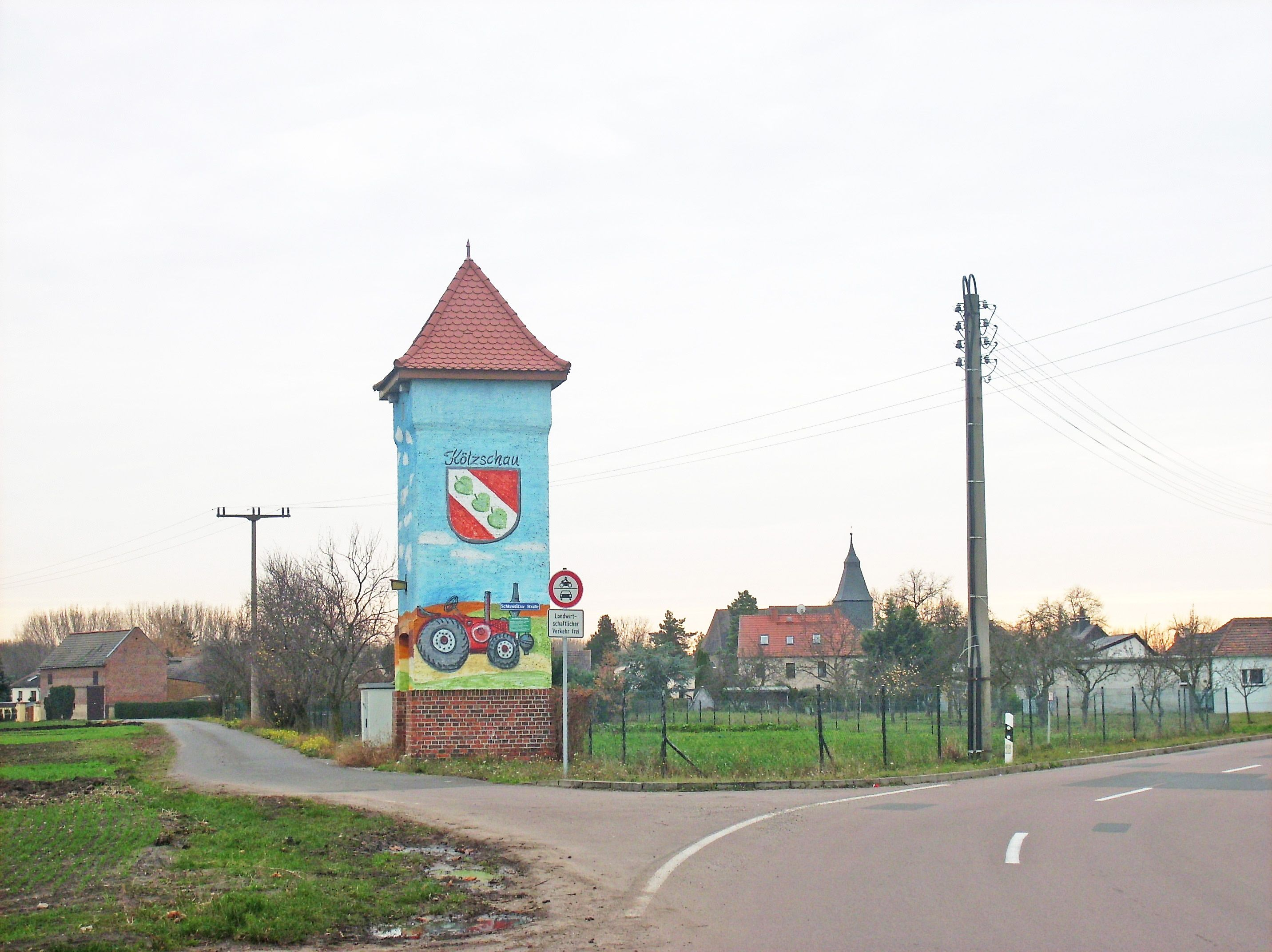
Der nördliche Ortseingang von Kötzschau

Kötzschau liegt zwischen Merseburg und Leipzig, an der Landesgrenze zu Sachsen, und wird von Südosten nach Nordwesten vom Bach durchflossen. Letzterer wird im Speicher Schladebach gestaut.

## Geschichte
Die urkundlich gesicherte erste Erwähnung des Ortes erfolgte 1325 als Koczowe im Kalendarium Merseburgense. Die salzhaltigen Quellen wurden 1333 und die Saline Kötzschau im Jahr 1347 erwähnt. Die anderen früheren Nennungen beziehen sich auf Angehörige der adligen Familie von Kötschau. Kötzschau gehörte bis 1815 zum Amt Lützen des Hochstifts Merseburg, das seit 1561 unter kursächsischer Hoheit stand und zwischen 1656/57 und 1738 zum Sekundogenitur-Fürstentum Sachsen-Merseburg gehörte.
1583 brach ebenso wie von 1607 bis 1615 die Pest in Kötzschau und in der Umgebung aus. Am Gründonnerstag, dem 4. April 1604, brannten während des Gottesdienstes große Teile des Dorfes Kötzschau ab. Dabei wurde auch die Pfarre mitsamt dem Pfarrarchiv mit Kirchenbüchern zerstört. Während des Dreißigjährigen Krieges brannte das Dorf erneut ab.

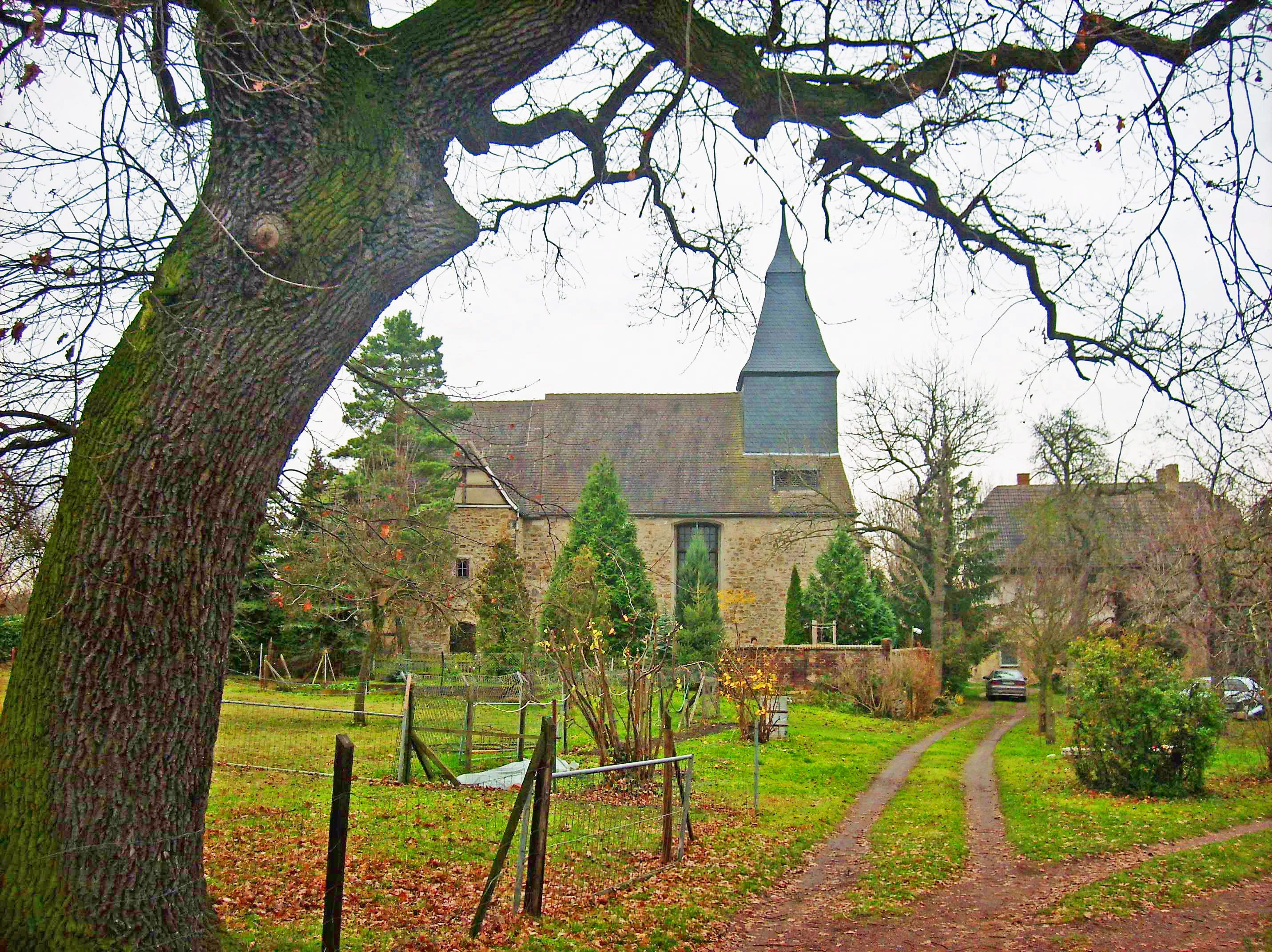
Kirche Kötzschau

Von 1706 bis 1707 erfolgte die Schwedische Besatzung von Kursachsen. Im Nachbarort Altranstädt bezog 1706 der schwedische König Karl XII. im dortigen Schloss sein Hauptquartier. In der Kötzschauer Pfarre war das Hauptfuttermagazin der Schweden eingerichtet. Zwei verstorbene schwedische Offiziere wurden in der Gruft der Familie von Burkersroda in der Kötzschauer Kirche vorübergehend bestattet, bei der Leichenpredigt am 15. Juni 1707 war auch der schwedische König anwesend. Bei dem Abzug der Schweden aus Kursachsen im September 1707 wurden beide Offiziere wieder aus der Gruft geholt und mit nach Schweden genommen.
Durch die Beschlüsse des Wiener Kongresses fiel Kötzschau mit dem Westteil des Amts Lützen am 15. Mai 1815 vom Königreich Sachsen an das Königreich Preußen, speziell die neu gebildete Provinz Sachsen (Kreis Merseburg im Regierungsbezirk Merseburg). Am 22. März 1856 fand die feierliche Eröffnung der Bahnlinie und des Bahnhofes Kötzschau statt, welcher heute ein Eisenbahnmuseum beherbergt.
Am 1. Juli 1950 wurden Rampitz, Schladebach, Thalschütz und Witzschersdorf nach Kötzschau eingemeindet. Kötschau wurde am 31. Dezember 2009 eine Ortschaft von Leuna.

### Name
Auffällig ist die unterschiedliche Entwicklung der Schreibweise des Familien- und Ortsnamens Kötzschaus. Nachfolgend einige Beispiele für Schreibweisen:
1172 Cotsowe;
1174 Cocsouhe;
1205 Cotzowe;
1243 Cotzowe, Gotzowe, Gotsowe;
1218–1261 Chotsowe, Cotzowe, Cozowe, Koytschowe, Chozhowe, Cozchove, Kozsowe;
1256–1269 Kozscowe, Cochsowe
1320–1321 Koczowe;
1360 Kotzowe;
1408 Kotzschow;
1428 Kochschau, Kotzschau;
1545 Kotzscha, Koschaw;
1562 Kotzschau; Ketzschau;
1745 Kötschau;
1818 Kötzschau;

#### Namensbedeutung
Kötzschau wurde bis ins 19. Jahrhundert und in der ersten Hälfte des 20. Jahrhunderts ohne z geschrieben. Auch die Bezeichnung des Bahnhofes lautete offiziell bis 1933 Kötschau. Auf den ursprünglich sorbischen, also slawischen Ursprung weist am deutlichsten die Häufung der Konsonanten tzsch und die Endung owe, au hin. Diese Endung bedeutet vermutlich Wasser oder Aue. In Mitteldeutschland existieren noch zwei andere Ortschaften mit dem Namen Kötzschau: Kötschau (ohne z) bei Jena und Kötzschau bei Löbau.
Es kann eine altsorbische Form *Chocovice o. ä. zugrunde liegen, welche zum Personennamen *Choc (vgl. Chocerad, Chocebud) in der Bedeutung ‚Siedlung des Choc‘ gebildet wurde.

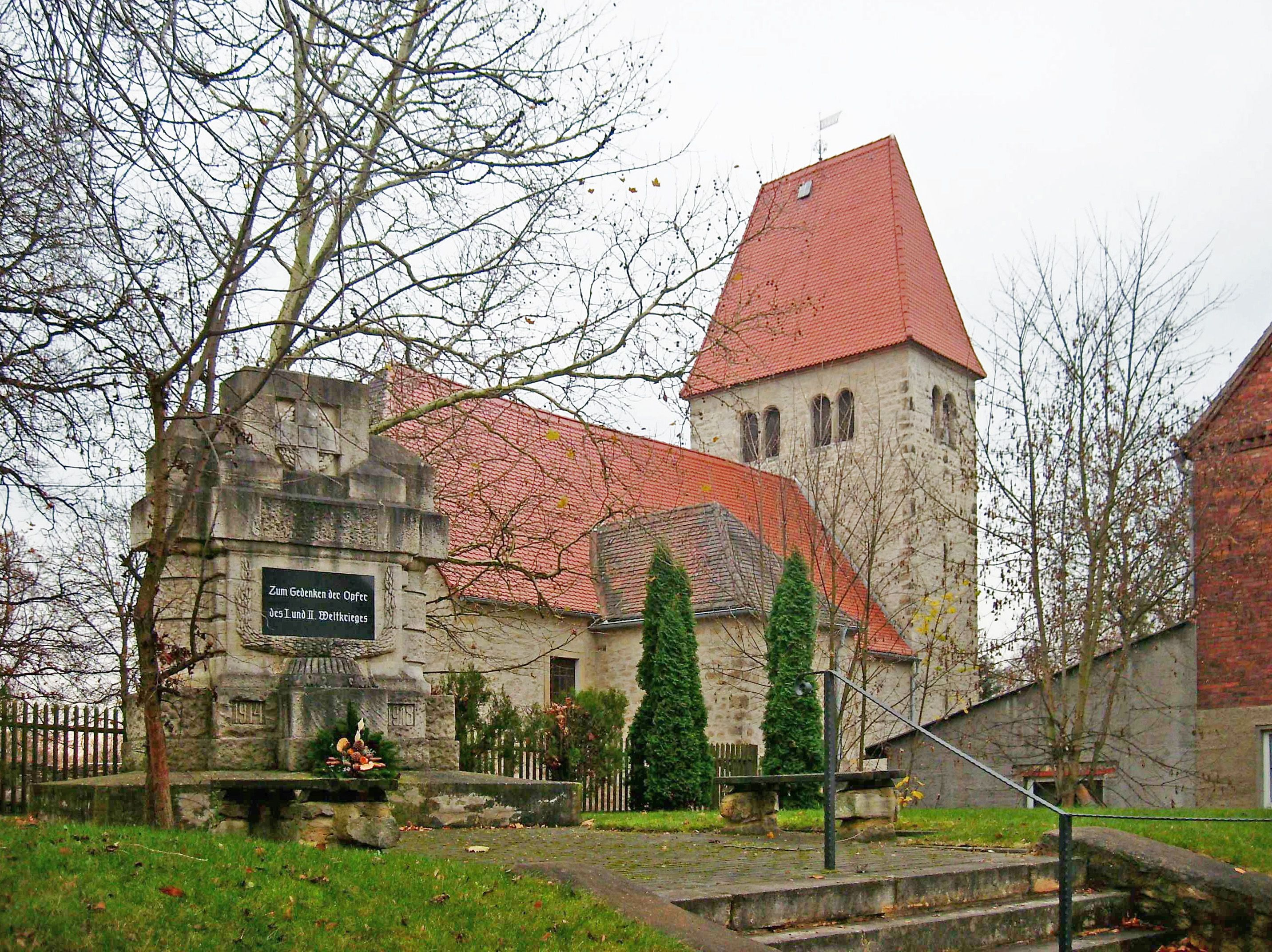
Kirche in Schladebach

## Ortsteile
Von 2006 bis 2009 gehörte Kötzschau zur Verwaltungsgemeinschaft Leuna-Kötzschau. Bis zum 30. Dezember 2009 war Kötzschau eine selbständige Gemeinde mit den zugehörigen Ortsteilen Rampitz, Thalschütz, Schladebach und Witzschersdorf. Am 31. Dezember 2009 wurde Kötzschau in die Stadt Leuna eingemeindet. Letzter Bürgermeister war Roger Gruhle.

## Partnerort
Seit 1991 besteht eine Partnerschaft zwischen Kötzschau und dem niedersächsischen Dorf Clauen.

## Wappen

Wappen von Kötzschau

Blasonierung: „In Rot einen von rechts nach links schräg abfallenden, mit drei grünen Lindenblättern belegten, silbernen Balken.“
Das Wappen, das vom Magdeburger Kommunalheraldiker Jörg Mantzsch gestaltet wurde, ist das Wappen einer adligen Familie von Kotschen, auch von Kötschau genannt. Eine dieser Familien führte einen silbernen, mit drei grünen Lindenblättern belegten Schrägrechtsbalken im roten Schild.

## Gedenkstätten
- Gedenkstein auf dem Sportplatz des Ortsteiles Schladebach zur Erinnerung an die Opfer des Faschismus, im Besonderen an den kommunistischen Arbeitersportler Otto Pohle, der diesen Sportplatz mit geschaffen hatte. Er wurde 1944 im KZ Buchenwald ermordet
- Gedenkstein auf dem Friedhof des Ortsteiles Schladebach für 19 polnische und sowjetische Männer und Frauen, die während des Zweiten Weltkrieges nach Deutschland verschleppt und Opfer von Zwangsarbeit wurden
- Gedenkstein, gestaltet von dem Einwohner Ottomar Schmidt, auf dem Thälmann-Platz zur Erinnerung an den KPD-Vorsitzenden, der 1944 im KZ Buchenwald ermordet wurde

## Tiefbohrung

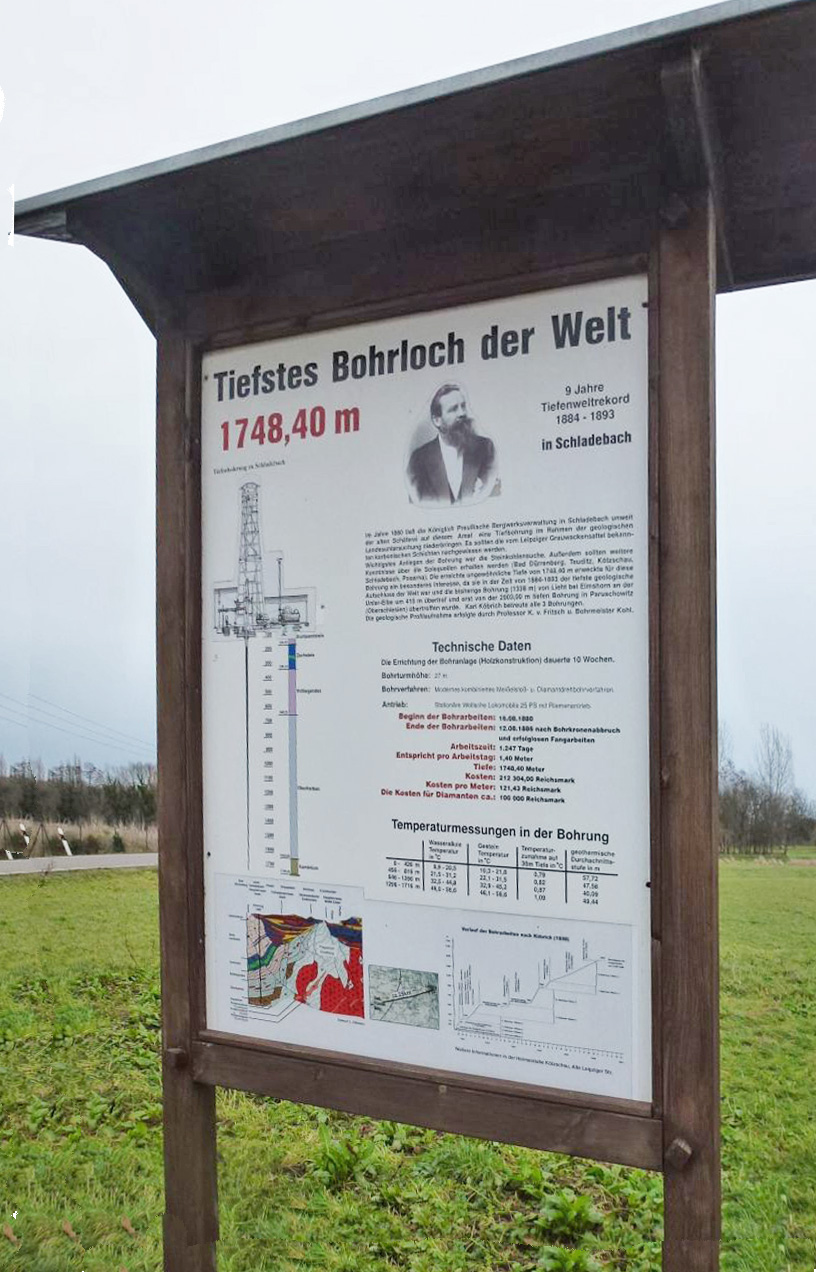
Informationstafel zum einst weltweit tiefsten Bohrloch bei Schladebach

Die Königlich Preußische Bergwerksverwaltung veranlasste 1880 zur Steinkohlensuche, aber auch zur Informationsgewinnung über Solequellen eine Tiefbohrung bei Schladebach unter Betreuung von Karl Köbrich, das Profil nahm Karl von Fritsch auf. 1884 übertraf die Bohrung mit 1748 m die bis dahin weltweit tiefste Bohrung bei Klein Nordende um 410 m, 1893 ging der Tiefenrekord mit 2003 m an den Ort Paruschowitz in Oberschlesien. Auch diese beiden Tiefbohrungen wurden von Köbrich begleitet.

## Weitere Sehenswürdigkeiten
- Der Elsterfloßgraben ist das längste technische Denkmal Europas. Ein Radwanderweg auf dem Gebiet der Gemeinde wird derzeit entlang des Grabens errichtet.
- Landschaftsschutzgebiet Kiesgruben Wallendorf/Schladebach
- Eisenbahnmuseum Kötzschau im Empfangsgebäude des Bahnhof Kötzschau (Geschichte der Eisenbahnstrecke Leipzig – Großkorbetha, ca. 2 mal im Monat geöffnet)
- Zur Gaststätte umgestaltete Mühle in Kötzschau
- Heimatstube Kötzschau (zweimal im Jahr geöffnet sowie Öffnungszeiten nach Vereinbarung)

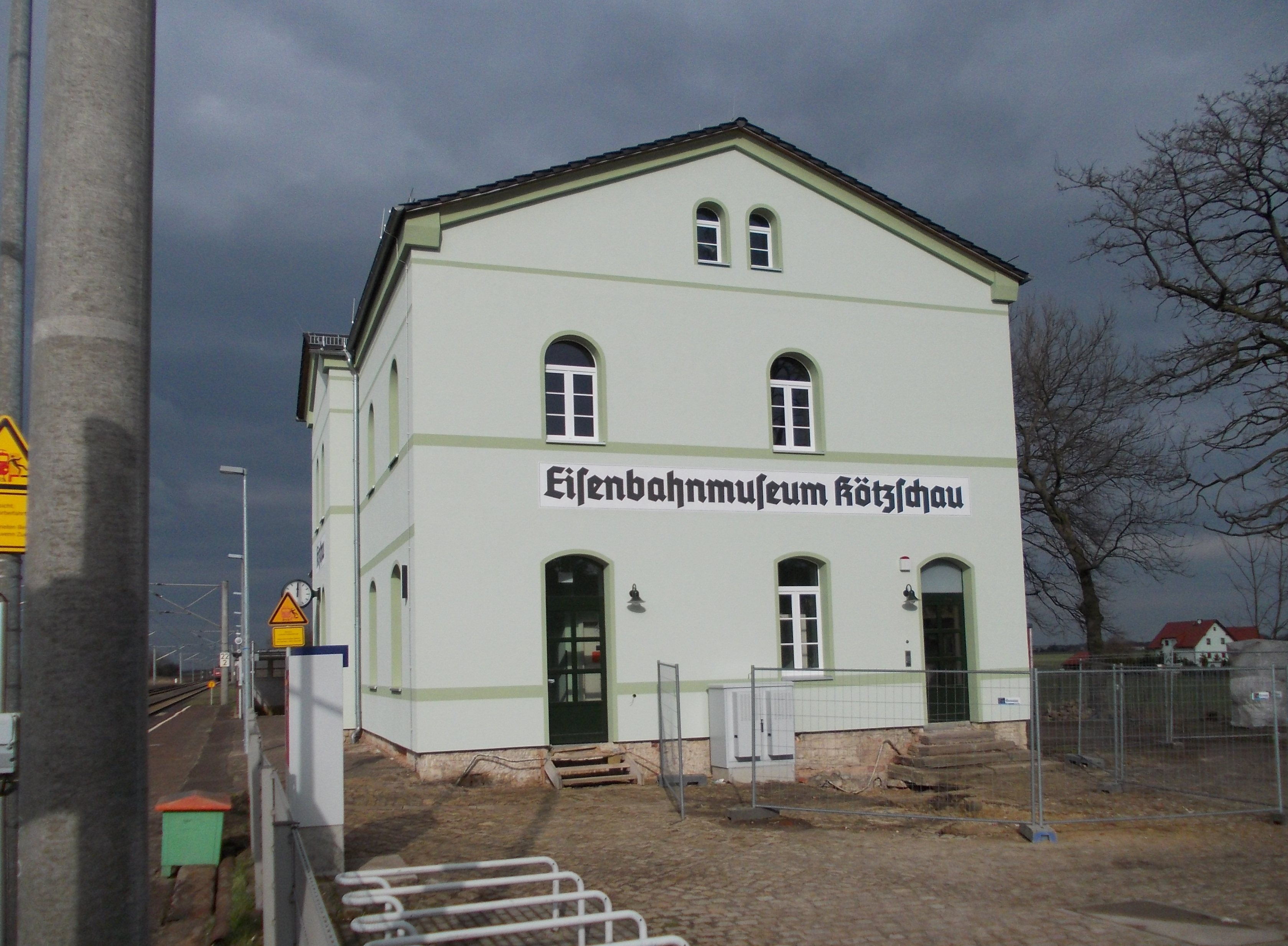
Eisenbahnmuseum
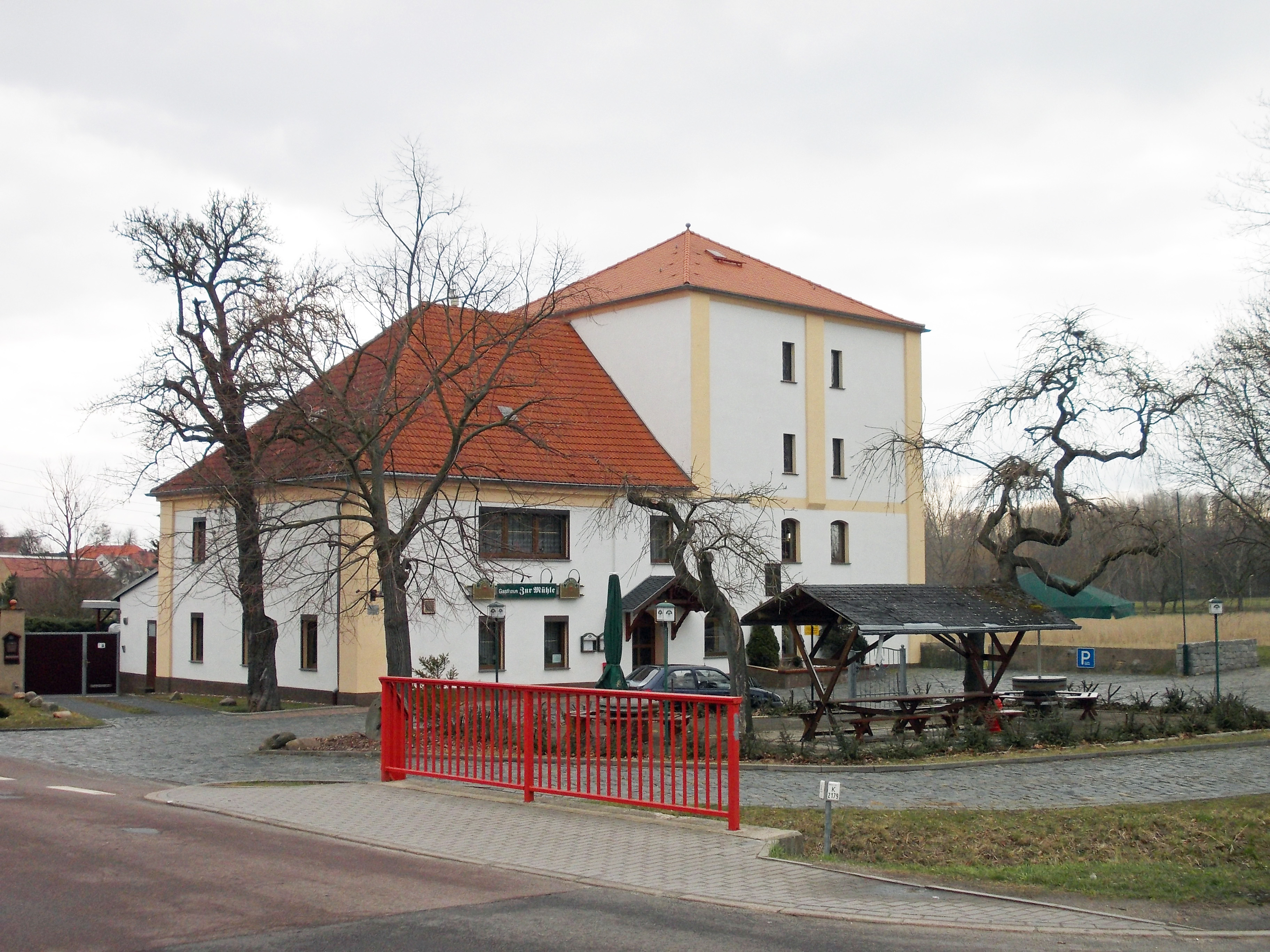
Mühle
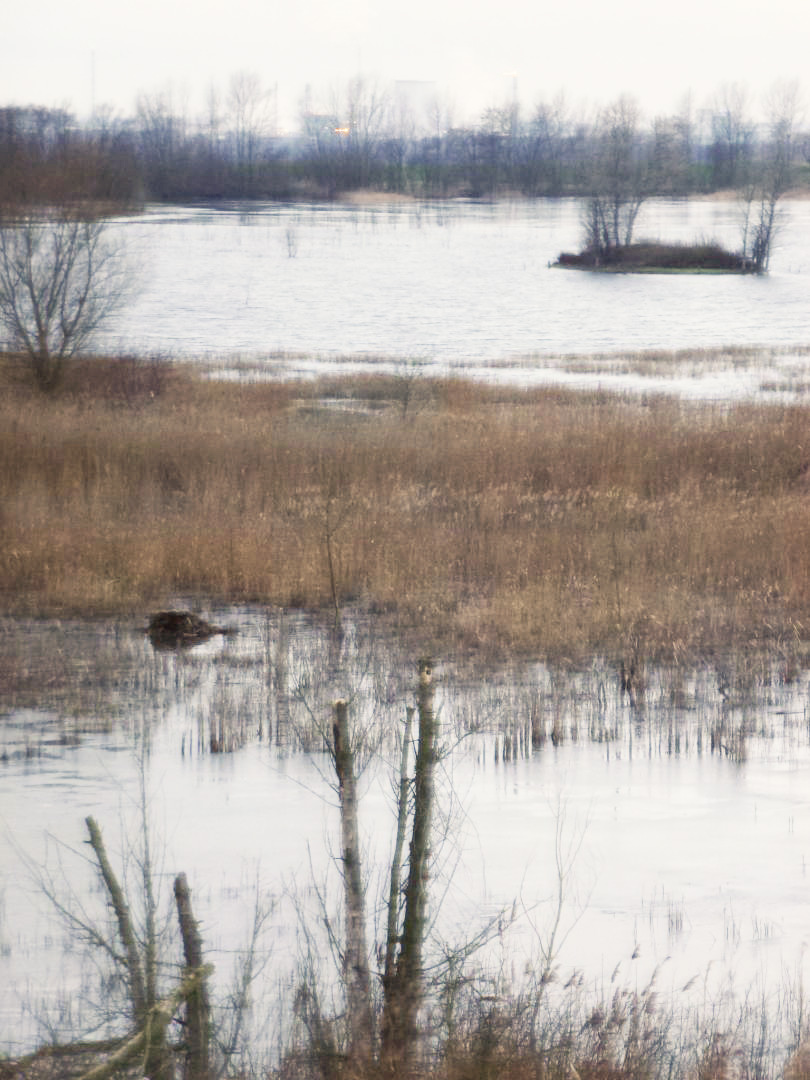
Grube bei Schladebach, im Hintergrund Leuna

## Verkehrsanbindung
Kötzschau verfügt über einen Haltepunkt an der Bahnstrecke Leipzig–Großkorbetha mit der stündlich verkehrenden Bahnlinie RB20. Im sanierten Empfangsgebäude befindet sich das Eisenbahnmuseum Kötzschau.
| Linie | Linienverlauf im Fahrplanjahr 2019 |
| ----- | --- |
| RB 20 | Leipzig Hbf – Leipzig-Möckern – Leipzig-Leutzsch – Markranstädt – Kötzschau – Bad Dürrenberg – Großkorbetha – Weißenfels – Naumburg (Saale) Hbf – Bad Kösen – Bad Sulza – Apolda – Weimar – Erfurt Hbf – Gotha – Eisenach (betrieben durch Abellio Rail Mitteldeutschland) |

- Autobahnanbindung A 9, Auffahrt „Bad Dürrenberg“

## Grundschule
In Kötzschau befindet sich eine Grundschule. Die nächstgelegene Sekundarschule befindet sich in Bad Dürrenberg, während das Gymnasium in Bad Dürrenberg 2007 geschlossen wurde, so dass Merseburg und Markranstädt (in Sachsen) zur Auswahl stehen.

## In Kötzschau geborene Persönlichkeiten
- Ernst Pfeil (1850–1919), Theologe und Heimatforscher
- Klaus Thieme (1929–2013), Gebrauchsgrafiker, Illustrator und Numismatiker
- Rudolf Allmann (* 1931), Kristallograph und Hochschullehrer